# درو مور
درو مور (انگلیسی: Drew Moor؛ زادهٔ ۱۵ ژانویهٔ ۱۹۸۴) یک بازیکن فوتبال اهل ایالات متحده آمریکا است.
وی همچنین در تیم ملی فوتبال ایالات متحده آمریکا بازی کرده است.